# Hà Pháp Nghê
Hà Pháp Nghê (chữ Hán: 何法倪, 339 - 404), là hoàng hậu của Tấn Mục Đế, vua thứ 9 của nhà Tấn trong lịch sử Trung Quốc.

## Tiểu sử
Hà hậu nguyên quán thuộc quận Lư Giang (廬江). Phụ thân của Hà Pháp Nghê là Hà Chuẩn (何准), vốn là một danh sĩ có tiếng; em trai của Phiêu kị tướng quân Hà Sung (何充), làm đến chức Tể tướng trong triều. Hà Chuẩn lấy Ngô thị và sinh ra Hà Pháp Nghê. Do xuất thân cao quý nên Hà Pháp Nghê được tuyển vào cung hầu hạ cho Tấn Mục Đế.
Tháng 8 năm 357, Mục Đế hạ chiếu phong bà làm Hoàng hậu. Phụ thân của bà cũng được Tấn triều truy phong Quang Lộc đại phu, tước Tấn Hưng huyện hầu. Hà Pháp Nghê làm hoàng hậu 4 năm và không sinh được con.
Năm 361, Mục Đế băng hà, anh họ là Tấn Ai Đế lên ngôi, phong bà làm Mục hoàng hậu (穆皇后), chuyển sang Vĩnh An cung (永安宮). Bà sống trong Vĩnh An cung từ các đời Ai Đế qua Phế Đế, Giản Văn Đế, Hiếu Vũ Đế và An Đế.
Năm 402, thời Tấn An Đế, tướng Hoàn Huyền ở Kinh Châu khởi binh tạo phản, chiếm được Kiến Khang và nuôi mộng cướp ngôi. Năm 403, Hoàn Huyền bắt bà dời khỏi cung, cùng Tư Mã Đức Văn (em trai An Đế) đến sống ở phủ Tư đồ, dời An Đế sang Vĩnh An cung. Khi xa giá của bà ra khỏi Thái miếu, có người xa phu quỳ xuống kêu khóc khiến Hoàn Huyền rất tức giận.
Tháng 12 cùng năm, Hoàn Huyền chính thức soán ngôi xưng đế, lập ra nhà nước Hoàn Sở, cho biếm bà làm Linh Lăng Huyện quân (零陵縣君), dời bà cùng An Đế và hoàng hậu đến Ba Lăng. Không bao lâu sau, Lưu Dụ kiến nghĩa, đánh dẹp Hoàn Huyền, tướng quân Ân Trọng Văn lại đón Hà Pháp Nghê trở về Kiến Khang.
Tháng 7 năm 404, bà qua đời ở Kiến Khang, thọ 66 tuổi, được truy tôn là Mục Chương hoàng hậu (穆章皇后), an táng ở Vĩnh Bình Lăng (永平陵).